# Análise de inteligência
Análise de Inteligência  é o processo da análise de informações obtidas através de atividades de Inteligência. 
Os resultados da análise de Inteligência são usados para desenvolver previsões de comportamento ou de ações recomendadas a serem adotadas pelas lideranças de uma organização, país ou indústria.
A análise de Inteligência se desenvolve usando uma ampla gama de fontes de informação disponíveis, obtidas tanto abertamente como por meio de espionagem e avalia informações para responder às necessidades estabelecidas pelos que possuem poder de decisão e liderança, a fim de auxiliar na tomada de decisão. Análise de inteligência pode ser feita pelo Estado, por militares ou por organizações privadas como indústrias e corporações.
Não confundir análise de Inteligência com Inteligência Operacional, um campo relativamente novo que dá às organizações a capacidade de tomar decisões e agir imediatamente usando dados resultantes de análise de inteligência, obtidos por meio de ações manuais ou automatizadas.
A análise de Inteligência faz parte das atividades de inteligência. Na definição adotada pela Agência Brasileira de Inteligência (ABIN), Atividade de Inteligência é:

"o exercício sistemático de ações especializadas, orientadas para a produção e difusão de conhecimentos, tendo em vista assessorar as autoridades governamentais, nos respectivos níveis e áreas de atribuição, para o planejamento, execução e acompanhamento das políticas de Estado. Ela engloba, também, a salvaguarda de dados, conhecimentos, áreas, pessoas e meios de interesse da sociedade e do Estado"